# Risch-Rotkreuz
Risch-Rotkreuz, Risch – miasto i gmina (Politische Gemeinde) w środkowej Szwajcarii, w kantonie Zug. Leży nad jeziorem Zugersee.

## Demografia
W Risch-Rotkreuz mieszkają 11 253 osoby. W 2021 roku 27,9% populacji gminy stanowiły osoby urodzone poza Szwajcarią.

## Współpraca
Miejscowości partnerskie:
- Amaroni, Włochy
- Rothkreuz – część gminy Weißensberg, Niemcy

## Transport
Przez teren miasta przebiegają autostrady A4 i A14 oraz drogi główne nr 4 i nr 368.